# مزرعه (حاجی‌آباد)
مزرعه (حاجی‌آباد)، روستایی از توابع بخش فارغان شهرستان حاجی‌آباد در استان هرمزگان ایران است.
زبان مردم این روستا اشمی است.

## جمعیت
این روستا در دهستان فارغان قرار دارد و براساس سرشماری مرکز آمار ایران در سال ۱۳۸۵، جمعیت آن ۵۰۶ نفر (۱۲۰خانوار) بوده‌است.